# Trekfrezen

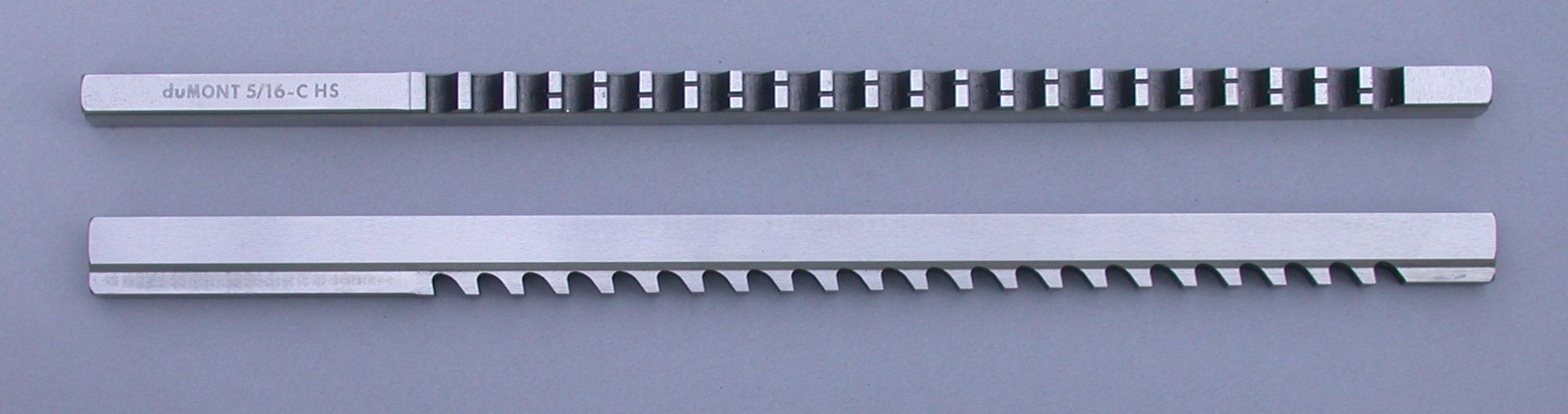
een 5/16 inch "spiebaan"-broots

Trekfrezen of brootsen is een verspaningstechniek waarbij het gereedschap, dat een opeenvolgende reeks snijkanten heeft, een lineaire snijbeweging uitvoert. Met dit proces kunnen alle mogelijke niet-ronde gaten en groeven in een product worden gemaakt, zoals spiebanen of spievertandingen op naven en assen. Het is een efficiënt proces, omdat in een enkele bewerking snel een heel complex profiel kan worden uitgefreesd, zonder dat er nog nabewerking nodig is.

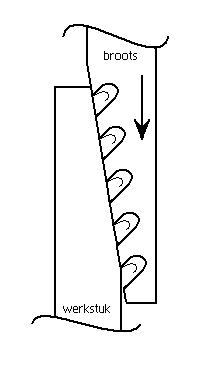
Schets

## Werking
De trekfrees is een soort doorn waarop een reeks tanden is aangebracht. Deze tanden kunnen afhankelijk van de beoogde functie helemaal rondom zitten, maar ook aan een of twee zijden. De frees kan allerlei verschillende vormen hebben, bijvoorbeeld een zeshoek, om een zeshoekig gat te frezen.
Elke tand is iets groter dan de vorige. De frees wordt alleen in de langsrichting verplaatst, zuiver parallel aan het te bewerken oppervlak. Hij draait niet en beweegt ook niet in de richting van het werkstuk. Doordat elke tand een fractie groter is dan de voorgaande, wordt telkens een dun laagje van het werkstuk af geschaafd. Doordat de laatste tandenrij rond de 0,01 mm dieper snijdt dan de voorlaatste tandenrij wordt een hoge oppervlaktekwaliteit en een grote vorm- en maatnauwkeurigheid bereikt. Vanwege die nauwkeurigheid wordt het proces ook wel toegepast voor ronde gaten.
Bij het trekfrezen van diepe groeven zoals spiebanen kan het ook gebeuren dat een trekfrees meerdere malen door het werkstuk wordt getrokken, telkens met daarnaast een iets dikkere opvulstrip. Of er wordt steeds een andere trekfrees gebruikt die iets dikker is dan de voorgaande.

## Inwendig trekfrezen
Bij inwendig trekfrezen wordt vooraf een (rond) gat in het product gemaakt dat groot genoeg is om de eerste, kleinste, tandenrij (vrijwel) door te laten. Vervolgens wordt de frees erdoorheen getrokken of geduwd, zodat een gat ontstaat in de vorm en afmetingen van de laatste, grootste tandenrij.

## Uitwendig trekfrezen
Bij uitwendig trekfrezen wordt een reeds vervaardigd profiel aan de buitenkant van het product nabewerkt door er een trekfreesdoorn overheen te trekken. Dit proces wordt toegepast voor onder meer buitenprofielen en geleidingsgroeven.